# Kiai Nara
Kiai Nara (jap. 奈良 希愛, Nara Kiai; * 4. Mai in Nishinomiya) ist eine japanische Pianistin. Sie ist Junior-Professorin an der KUNITACHI Hochschule für Musik und Spezielle Lehrerin für Piano Art Academie der SHOWA Hochschule für Musik.

## Leben
Sie begann das Klavierspiel im Alter von zwei Jahren. Nach dem Studium an der Hochschule der Künste Tokio kam sie nach Berlin, um als Stipendiatin des DAAD und des japanischen Kultusministeriums an der Hochschule der Künste Berlin bei Klaus Hellwig zu studieren.
2004 schloss sie ihr Konzertexamen mit Bestnote ab. Inzwischen studierte sie bei Joaquin Soriano an dem Real Conservatorio Superior de Música de Madrid, und auch bei Sergio Perticaroli in Rom. Im selben Jahr ging sie nach New York City, wo sie an der Manhattan School of Music als Voll-Stipendiatin (Professional Studies) studierte. Dort arbeitete sie auch als Assistentin für die Kammermusikabteilung. Im Dezember 2004 schloss sie ihr Studium in New York ab.
2006 bis 2010 war sie associate Professorin an der Sōai-Universität in Osaka. Seit 2010 unterrichtet sie als Professorin an der Musikhochschule Kunitachi in Tokio. 
Sie lebt in Tokio und Berlin. 

## Preise und Auszeichnungen
- 1. Preis, NHK-Preis, NOMURA-Preis beim All Japan music competition for students (1992)
- 1. Preis beim 13. Internationalen Robert-Schumann-Wettbewerb in Zwickau (2000)[1]
- 2. Preis beim Arthur-Schnabel-Wettbewerb in Berlin (1997)[2]
- 4. Preis bei der 12. José Iturbi International Piano Competition in Valencia (1999)
- 6. Preis beim 51. Internationalen Klavierwettbewerb Ferruccio Busoni in Bozen (1999)[3]
- Förderpreis beim 4. Hamamatsu International Piano Competition in Hamamatsu (2000)

## Konzerttätigkeiten
Sie konzertiert durch Europa, USA, Kanada, Korea, Taiwan, und Japan. 
Als Kammermusikpartnerin spielt sie u. a. mit den Mitgliedern der Berliner Philharmoniker, des Rundfunkorchesters Berlin, der Staatskapelle Berlin, Staatskapelle Dresden und des Konzerthausorchester Berlin.
Sie unterrichtet auch an den Masterklassen in Asien.